# Mia Modig
Maria Sofia Elena Modig, känd som Mia Modig, född 21 juni 1985 i Skönsmons församling i Västernorrlands län, är en svensk döv teckenspråkig samhällsdebattör och grundare av organisationen Nationell kvinnojour och stöd på teckenspråk.

## Biografi
Mia Modig har arbetat som teaterproducent och projektledare hos Riksteaterns Tyst teater mellan 2007 och 2017 och har bland annat tagit fram konceptet med öppen turnerande scen på svenskt teckenspråk OPEN SIGN tillsammans med medarbetare i Riksteaterns Tyst Teater och deltog i arbetet med att ta fram Hallundadeklarationen. Hon arbetade också med internationella projekt med bland annat Makedonien, Sydafrika, Ghana och Frankrike. Modig var med på det första mötet i Teater Manu för att starta upp en europeiskt teaternätverk med alla teckenspråkiga teaterhus i Europa december 2012.
Modig var förbundsordförande för Sveriges Dövas Ungdomsförbund 2014–2016. Under perioden drev hon på arbetet att starta upp arvsfondsprojekt inom arbetsmarknadspolitiska frågor och sociala frågor. Mia Modig förespråkade gräsrotsaktivism och civil olydnad och producerade ett antal uttalanden och debattartiklar för att sätta döva barn och ungdomar synliga i dagordningen. 
Modig var även en av inititativtagarna till uppropet #slådövörattill hösten 2017. Modig grundade organisationen Nationell kvinnojour och stöd på teckenspråk den 10 november 2019 i Göteborg.